# Mercedes AMG F1 W10 EQ Power+
El Mercedes AMG F1 W10 EQ Power+ es un monoplaza diseñado por Mercedes-AMG Petronas Motorsport para competir en la temporada 2019 de Fórmula 1. La unidad de potencia, el sistema de transmisión de ocho velocidades y el sistema de recuperación de energía son de Mercedes. El coche es conducido por el campeón defensor Lewis Hamilton y el finlandés Valtteri Bottas. Fue presentado el día 13 de febrero en el circuito de Silverstone.

## Resultados
(Clave) (negrita indica pole position) (cursiva indica vuelta rápida)

| Año     | Motor                     | Neu. | N.º | Pilotos         | 1   | 2   | 3   | 4   | 5   | 6   | 7   | 8   | 9   | 10  | 11  | 12  | 13  | 14  | 15  | 16  | 17  | 18  | 19  | 20  | 21  | Puntos | Pos. |
| ------- | ------------------------- | ---- | --- | --------------- | --- | --- | --- | --- | --- | --- | --- | --- | --- | --- | --- | --- | --- | --- | --- | --- | --- | --- | --- | --- | --- | ------ | ---- |
| 2019    | F1 M10 EQ Power+ V6 Turbo | P    |     |                 | AUS | BHR | CHN | AZE | ESP | MON | CAN | FRA | AUT | GBR | GER | HUN | BEL | ITA | SIN | RUS | JPN | MEX | USA | BRA | ABU | 739    | 1.º  |
| 2019    | F1 M10 EQ Power+ V6 Turbo | P    | 44  | Lewis Hamilton  | 2   | 1   | 1   | 2   | 1   | 1   | 1   | 1   | 5   | 1   | 9   | 1   | 2   | 3   | 4   | 1   | 3   | 1   | 2   | 7   | 1   | 739    | 1.º  |
| 2019    | F1 M10 EQ Power+ V6 Turbo | P    | 77  | Valtteri Bottas | 1   | 2   | 2   | 1   | 2   | 3   | 4   | 2   | 3   | 2   | Ret | 8   | 3   | 2   | 5   | 2   | 1   | 3   | 1   | Ret | 4   | 739    | 1.º  |
| Fuente: |                           |      |     |                 |     |     |     |     |     |     |     |     |     |     |     |     |     |     |     |     |     |     |     |     |     |        |      |